# Кампурелу (Ђурђу)
Кампурелу (рум. Câmpurelu) насеље је у Румунији у округу Ђурђу у општини Колибаши. Oпштина се налази на надморској висини од 49 m.

## Становништво
Према подацима из 2002. године у насељу је живело 1468 становника.

### Попис2002.
| Расподела становништва по националности 2002.‍ | Расподела становништва по националности 2002.‍ | Расподела становништва по националности 2002.‍ | Расподела становништва по националности 2002.‍ | Расподела становништва по националности 2002.‍ |
| --------------------------------------------- | --------------------------------------------- | --------------------------------------------- | --------------------------------------------- | --------------------------------------------- |
|                                               |                                               |                                               |                                               |                                               |
| Румуни                                        | Румуни                                        |                                               | 1.419                                         | 96,7%                                         |
| Роми                                          | Роми                                          |                                               | 49                                            | 3,3%                                          |